# Сульфид дитантала
Сульфид дитантала — бинарное неорганическое соединение
тантала и серы
с формулой Ta2S,
кристаллы.

## Получение
- Взаимодействие чистых веществ при высокой температуре:

{\displaystyle {\mathsf {2Ta+S\ {\xrightarrow {T}}\ Ta_{2}S}}}

## Физические свойства
Сульфид дитантала образует кристаллы 
ромбическая сингония, пространственная группа P bcm, параметры ячейки a = 0,7379 нм, b = 0,5573 нм, c = 1,519 нм, Z = 12
.